# Монтелупо Фиорентино
Монтелу̀по Фиорентѝно (на италиански: Montelupo Fiorentino) е град и община в централна Италия, провинция Флоренция, регион Тоскана. Разположен е на 35 m надморска височина. Населението на града е 13 032 души (към 1 януари 2008 г.).
Градът е известен за производството си на керамика и стъкло.